# Assise di Ariano

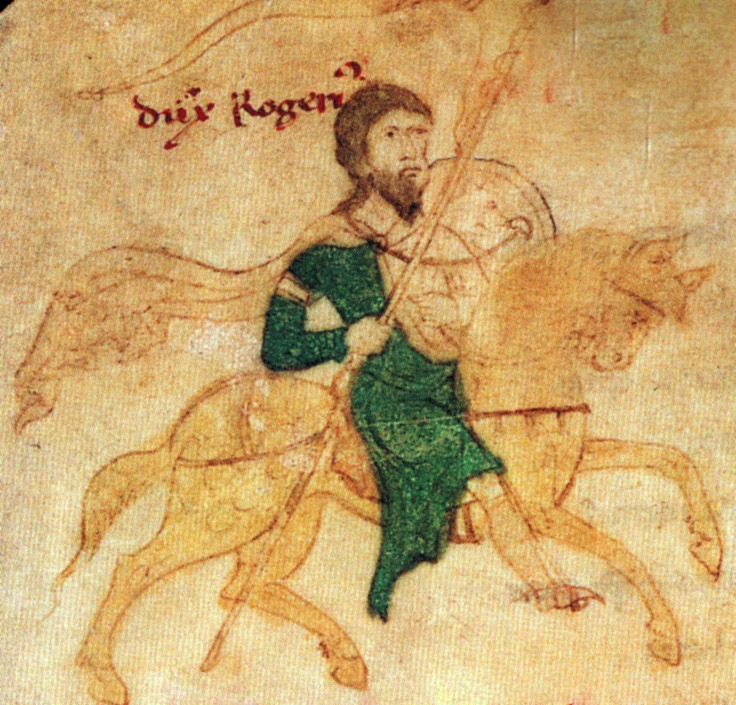
Re Ruggero II, il sovrano delle Assise di Ariano.

Le Assise di Ariano furono alcune storiche adunanze convocate da re Ruggero II di Sicilia nella città di Ariano tra il 1140 e il 1142.
Nel corso di tali assemblee il sovrano stabilì il conio di una nuova valuta, il ducale (meglio noto come ducato), destinato a circolare nell'intero ducato di Puglia e Calabria in sostituzione di tutte le varie tipologie di monete precedentemente in uso.
Durante le stesse Assise re Ruggero, trascorsi ormai dieci anni dalla sua incoronazione, emanò inoltre un cospicuo numero di atti legislativi nonché, secondo una consolidata tradizione storiografica, le stesse constitutiones (ossia statuti) del regno di Sicilia.

## Le adunanze
Nell'estate del 1140 re Ruggero convocò in Ariano (da poco divenuta città demaniale) l'assemblea generale dei suoi più alti feudatari ed ecclesiastici; non è dato sapere se tale adunanza si tenne presso il castello di Ariano (residenza del sovrano) o in altra sede, tuttavia le moderne ricerche archeologiche hanno confermato che al tempo dei Normanni il castello doveva essere dotato di un ingresso monumentale con doppio ponte levatoio, dunque ideale per l'occasione.
Una seconda Assisa, come documentato dal relativo diploma, si svolse invece durante l'estate del 1142 nel territorio di Ariano, in un luogo detto Silva Marca ("in territorio Ariani in loco, ubi Silva Marca dicitur"); si ignora dove si trovasse tale località, anche se il toponimo sembrerebbe riecheggiare la selva Mala, un grande bosco naturale situato a oriente della città (nell'odierno tenimento di Monteleone) e attestato fin dal 1269 con il nome di Silva mala [...] de territorio Ariani.
Secondo le volontà del re, le Assise dovevano essere dunque aperte alla partecipazione in massa di vescovi e feudatari (o di questi ultimi e del popolo civile, nel caso dell'assemblea di Silva Marca), verosimilmente allo scopo di rendere solenne tutto quanto veniva deliberato. È inoltre probabile che le decisioni del sovrano fossero approvate per acclamazione, poiché all'epoca risultava pressoché sconosciuto il principio di rappresentanza in vigore nei moderni sistemi politici.
Tuttavia, secondo un altro orientamento storiografico, è anche plausibile che tali assemblee non avrebbero dovuto avere, nelle intenzioni del sovrano, una funzione costituente, ma sarebbero state invece convocate al solo fine di dirimere determinate questioni contingenti (sia pur di notevole portata); soprattutto l'Assisa di Silva Marca del 1142 sembrerebbe essere stata finalizzata a trattare un novero relativamente ristretto di argomenti, tanto che secondo alcuni studiosi contemporanei il suo rilievo storico-politico sarebbe stato decisamente secondario. Più in generale, è possibile che almeno nei primi anni re Ruggero non disponesse di piani dettagliati per organizzare al meglio il suo novello regno, ma avrebbe invece agito con opportunismo, emanando via via nuove direttive a seconda del verificarsi degli eventi e delle circostanze.
Ad ogni modo, il combinato delle parole:
- di Romualdo di Salerno:

("Rex autem Rogerius in regno suo perfecte pacis tranquillitate positus ... leges a se noviter conditas promulgavit"
«Eppure re Ruggiero accomodatosi nel suo regno grazie alla perfetta tranquillità della pace ... promulgò i progetti di legge da lui stesso originariamente elaborati»);
- di Falcone Beneventano:

("Rex ... Arianum civitatem advenit, ibique de innumeris suis actibus curia procerum et episcoporum ordinata tractavit"
«Il re ... giunse nella città di Ariano, laddove l'assemblea appositamente convocata degli alti feudatari e dei vescovi trattò di innumerevoli suoi atti»),
nonché una serie di affinità tra tali asserzioni e alcuni passi delle constitutiones, lascerebbe intendere che almeno i tratti salienti dell'ordinamento politico rogeriano fossero stati delineati con discreta sollecitudine e verosimilmente implementati già in occasione dell'Assisa di Ariano del 1140, cui effettivamente seguì un lungo periodo di pace (turbato soltanto da alcune sortite sul confine pontificio nel 1143-44 e nel 1149).

## La monetazione
Re Ruggero promulgò un'importante riforma monetaria all'interno del regno di Sicilia. Venne allora coniata una moneta del tutto nuova, il ducale o ducato d'argento, allo scopo di sopprimere la diffusione di monete straniere in rame o argento.
Il "ducale" prendeva nome dal titolo di duca di Puglia spettante di diritto al re di Sicilia, mentre il nome alternativo "ducato" derivava dal ducato di Puglia e Calabria, avente per capitale Salerno.
In ogni caso si faceva riferimento alla sola parte continentale del regno poiché in Sicilia restava invece in circolazione il tarì, che costituì anzi la valuta di riferimento per l'intero regno.

## Le leggi

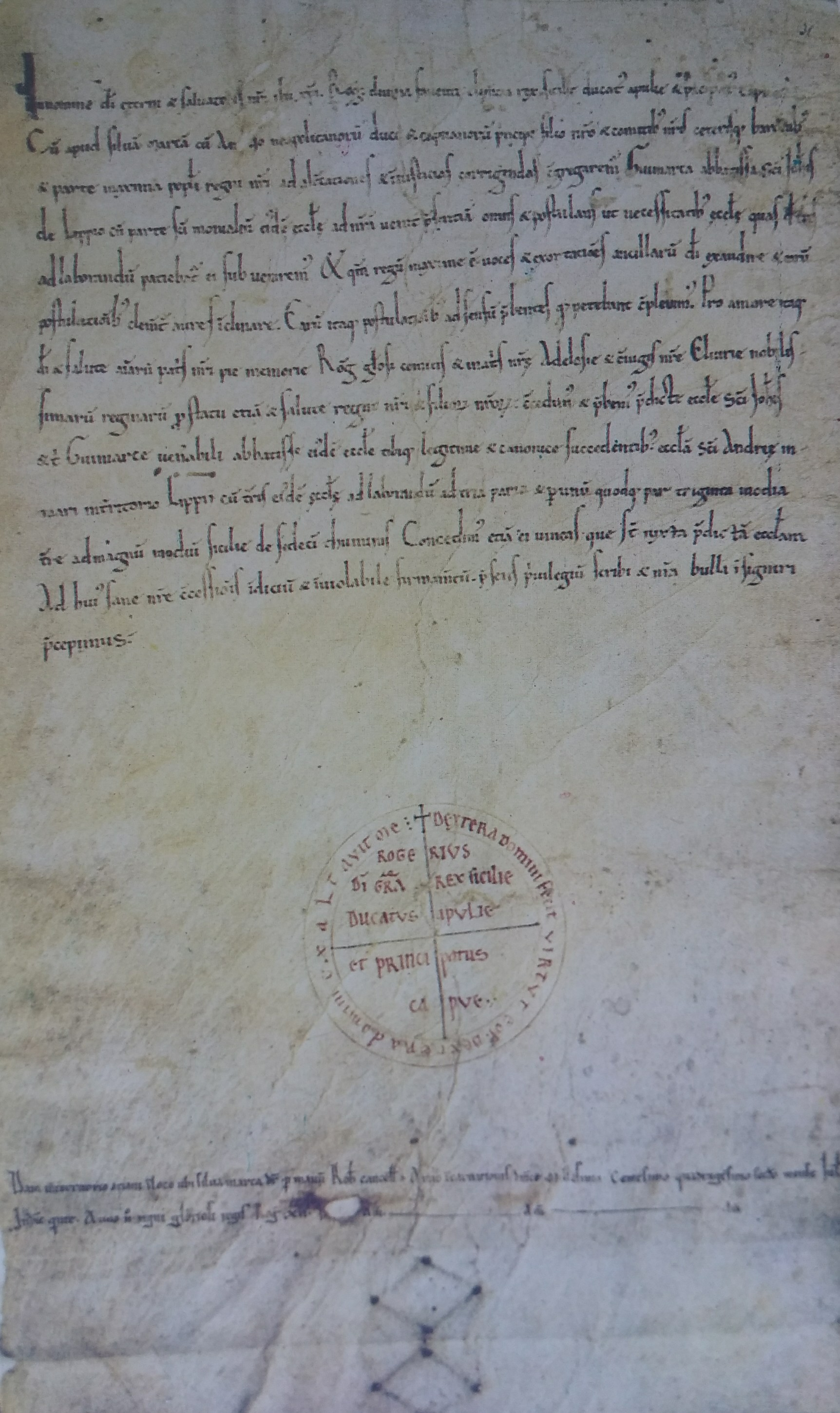
Diploma redatto da Ruggero II in occasione dell'Assisa di Silva Marca del 1142

L'azione legislativa di re Ruggero era essenzialmente volta ad assicurare stabilità al suo reame mediante validi fondamenti giuridici. In tale contesto, le Assise di Ariano dovettero rappresentare per il sovrano non un momento di svolta decisivo, ma piuttosto una fase cruciale di riordino in un regno sorto da appena un decennio ma destinato a durare a lungo.
Le constitutiones rappresentavano un complesso corpo di leggi che regolavano molti aspetti della vita burocratica, economica e militare del regno. A differenza che negli ordinamenti moderni, la sovranità règia non precludeva però la potestà (seppur limitata) dei feudatari nei territori loro assegnati; ciononostante è significativo che il re avocasse a sé il sacro diritto di imporre la legge e di assicurare la giustizia ai suoi sudditi e ai suoi stessi feudatari in ogni tempo e in qualsiasi luogo del reame, direttamente o per mezzo di suoi funzionari. Sulla scia già tracciata dalle corti di Melfi del 1129 si stabiliva infatti la nomina regia dei giustizieri, così da limitare più efficacemente i poteri dei feudatari.
Veniva dunque asserita la visione politica che Ruggero aveva del regno siciliano, essenzialmente una monarchia assoluta di stampo bizantino, temperata dal pragmatismo occidentale e dalla necessità di far convivere pacificamente i cinque popoli (Normanni, Longobardi, Arabi, Greci ed Ebrei) e le tre religioni (cristiana, ulteriormente divisa fra cattolici e ortodossi; islamica; ebraica) del regno. In particolare, le constitutiones stabilivano due importanti principi:
- che per tutto quanto non fosse in diretta contraddizione con le constitutiones, ciascuno dei sudditi avrebbe continuato a vivere secondo le leggi e le usanze precedenti, distintamente per ciascuna comunità[1];
- che la legge era di diretta ed esclusiva emanazione reale e perciò il re solo poteva ritenersi al di sopra di essa (e ordinare altrimenti in casi specifici)[17].

Le constitutiones sancivano così per la prima volta il principio di territoralità della legge che né i sudditi né feudatari e neppure gli ecclesiastici potevano eludere, a prescindere da quale fosse il gruppo etnico cui appartenevano. I 44 paragrafi delle constitutiones trattavano del diritto e della giurisdizione ecclesiastiche (in cui un ruolo importante era riservato al re, anche a seguito della legazione apostolica perpetua che il gran conte Ruggero I aveva strappato a papa Urbano II 42 anni prima), di diritto pubblico e di potere regio, ma anche di diritto civile e penale, di amministrazione fiscale, di regolamenti commerciali nonché di norme relative alla disciplina del gioco e all'assistenza degli orfani. La professione di medico assumeva poi un tale rilievo che venne istituito un esame obbligatorio per l'abilitazione.
Assai svariate erano le figure di reato previste, prime fra tutte quelle miranti a violare l'autorità del monarca quali ad esempio la lesa maestà e il sacrilegio. Tra i reati contro la pubblica fede rientravano le falsificazioni (di atti, documenti, monete ecc.) ma anche le violazioni commesse da giudici o funzionari nell'esercizio delle loro funzioni. Fra i reati comuni, oltre naturalmente a omicidi, furti, stupri e atti incendiari, spiccavano le figure della somministrazione di filtri e dell'ospitalità a servi fuggitivi. Quest'ultima tipologia di reato attesta che l'istituto della servitù della gleba doveva essere saldamente radicato nella società feudale medievale, così come molto attenta era la tutela delle aree destinate all'agricoltura, segno che questa attività doveva essere alla base dell'economia nazionale. Perfino il taglio abusivo di alberi da frutto o l'incendio doloso delle capanne dei contadini era punito con estrema severità.
Tre erano le tipologie di pene previste dalle constitutiones: corporali (ivi compresa la morte), pecuniarie (multe e, soprattutto, le tanto temute confische) e privative della libertà. Tra queste ultime spicca l'imprigionamento considerato, per la prima volta nella storia, come una pena a sé stante e non più come un semplice fermo temporaneo in attesa del giudizio. È comunque rilevante il fatto che l'intero ambito del diritto penale fosse stato reso pubblico, limitando così l'autonomia dei giudici (comunque prescelti dal re) e sopprimendo le tendenze privatistiche così diffuse nei regni barbarici.
Nei testi delle constitutiones non mancavano indicazioni dettagliate inerenti al diritto processuale; tuttavia queste rimasero, nella maggior parte dei casi, lettera morta. Il tanto ostentato garantismo trovò infatti scarsa applicazione pratica nel sistema giudiziario rogeriano e questo proprio perché i magistrati non godevano dell'autonomia necessaria a causa delle pesanti interferenze del sovrano e dei feudatari più vicini al re. È indubbio quindi che le constitutiones, pur rappresentando un'innovazione cospicua rispetto alla barbarie alto-medievale, non potrebbero essere paragonate ai sistemi giuridici moderni. Si trattava in effetti di un'opera di sintesi tra le tradizioni romane, franche, normanne, bizantine e musulmane; buona parte delle constitutiones derivava dal Codice di Giustiniano anche se la nuova legislazione, considerata nel suo complesso, costituiva comunque un'opera alquanto originale. L'equilibrio, sia pure precario, fra il potere regio, feudale, ecclesiastico, e burocratico costruito dalle constitutiones avrebbe comunque retto la Sicilia e il meridione d'Italia per i successivi sette secoli.

### I rapporti con la Chiesa
Le norme che più direttamente riguardavano questioni ecclesiastiche tendevano generalmente ad esaltare il ruolo del re quale protettore della Chiesa cristiana. Aveva luogo così un primo, storico passaggio di competenze dalle autorità ecclesiastiche a quelle règie. Le pene previste non erano però meno severe: le violazioni sacrileghe dei luoghi di culto (o, comunque, sacri), erano punite con la morte, gli eretici e gli apostati (convertiti dalla fede cristiana ad altre fedi) subivano la perdita dei diritti civili mentre veniva punita duramente la simonia. Molto alta era poi l'attenzione rivolta al diritto matrimoniale, dalle norme che stabilivano le precise formalità necessarie per le celebrazioni fino a quelle riguardanti la repressione degli adulteri. Duro fu anche il contrasto al degrado dei costumi che, a quell'epoca, doveva assumere proporzioni decisamente preoccupanti. Re Ruggero II si dimostrò, almeno da questo punto di vista, assai poco tollerante, probabilmente perché riteneva che le infrazioni al codice di condotta imposto dalla Chiesa potessero rappresentare il preludio a forme di ribellione più estese e pericolose.
Tuttavia l'equilibrio fra regno e papato rimaneva alquanto precario, sia perché nel Meridione (e soprattutto in Sicilia) rimanevano rilevanti minoranze non cristiane, sia perché non di rado alcuni ecclesiastici cercavano l'intesa con i feudatari più insofferenti allo scopo di impedire che Ruggero II potesse diventare così forte da potersi un giorno ribellare all'autorità papale. La situazione era resa ancora più tesa dalle interferenze dell'impero, il che indusse realisticamente Ruggero II a porsi come obiettivo prioritario quello di cercare di stabilire un regime feudale solido che ottenesse il placet delle grandi potenze, a cominciare proprio dal papato.

### I rapporti con i feudatari
Ruggero aveva speso gran parte dei dieci anni precedenti in lotte per ristabilire la sua autorità su vassalli ribelli. Le constitutiones cercavano di limitare il numero e la potenza dei vassalli del Regno, in gran parte baroni normanni che si ritenevano non inferiori per lignaggio ed antica nobiltà agli Altavilla. Per esempio, la norma XIX, De Nova Militia, stabiliva che nessuno poteva divenire cavaliere (e quindi, assumere titoli nobiliari) a meno che non provenisse da una famiglia nobile. L'origine degli onori era ovviamente il re, e Ruggero aveva assegnato a membri della propria famiglia vari feudi importanti negli anni precedenti, cosicché la classe nobiliare veniva a restringersi progressivamente e ad allinearsi con la monarchia stessa.
Inoltre il capitolo Scire volumus stabiliva che i feudatari (definiti detentori delle regalìe del sovrano) non potevano in alcun caso alienare o distruggere i beni ricevuti. In questo modo l'intera classe feudale del Regno veniva sottoposta rigidamente ai voleri del re cui era anche tenuta a rispondere per qualsiasi tipo di abuso. In particolare i feudi più importanti venivano quaternati, ossia inquadrati e controllati direttamente dal re, a cui il feudatario doveva garantire molti servizi (ivi compreso quello militare) ottenendo però in cambio svariati privilegi, specialmente per quanto atteneva alla riscossione delle tasse.
Le Assise di Ariano ponevano dunque le basi giuridiche di una nuova struttura dello stato siciliano. Due anni più tardi, nell'Assisa di Silva Marca del 1142, Ruggero dovette compilare il Catalogus baronum, un inventario di tutti i feudi, i nomi dei loro signori e i rispettivi doveri e privilegi.

### Fonti
Le due versioni esistenti delle constitutiones vennero ritrovate entrambe nel 1856, una negli archivi dell'Abbazia di Montecassino (Codice Cassinese 468) e l'altra nella Biblioteca Vaticana (Codice Vaticano Latino 8782). La versione Vaticana è probabilmente fedele a quella promulgata in origine, mentre quella di Montecassino è forse una sintesi, arricchita però di aggiunte più tarde. Entrambe sono scritte in latino medievale.